# Mark Huffam
Mark Huffam is een Ierse film- en televisieproducent. Hij produceerde onder andere The Martian, Johnny English en Game of Thrones. Voor The Martian werd hij genomineerd voor een Academy Award voor Best Picture tijdens de 88ste Oscaruitreiking samen met medeproducenten Simon Kinberg en Michael Schaefer en regisseur Ridley Scott.
In 2011 ontving Huffam een hoge Britse koninklijke onderscheiding waarbij hij werd benoemd tot Ere-Commandeur in de Orde van het Britse Rijk (CBE). Hij ontving deze onderscheiding voor zijn verdiensten voor de Britse film- en televisie-industrie.

## Filmografie
- 1997: Jumpers (Korte film, producent)
- 1998: Saving Private Ryan (mede producent)
- 2000: The Closer You Get (mede producent)
- 2000: Quills (mede producent)
- 2001: Captain Corelli's Mandolin (producent)
- 2002: The Hours (uitvoerend producent)
- 2003: Johnny English (producent)
- 2004: Thunderbirds (producent)
- 2004: Mickybo and Me (producent)
- 2005: Goal! The Dream Begins (producent)
- 2007: Goal II: Living the Dream (producent)
- 2008: Mamma Mia! (uitvoerend producent)
- 2008: Freakdog (producent)
- 2009: Cherrybomb (producent)
- 2009: Ghost Machine (producent)
- 2011: Killing Bono (producent)
- 2011: Your Highness (uitvoerend producent)
- 2011: Game of Thrones (TV Serie, producent)
- 2011: Stand Off (uitvoerend producent)
- 2012: Prometheus (uitvoerend producent)
- 2012: Keith Lemon: The Film (producent)
- 2013: World War Z (mede producent)
- 2013: The Counselor (uitvoerend producten)
- 2014: Road (Documentaraire, uitvoerend producent)
- 2014: Robot Overlords (uitvoerend producent)
- 2014: Halo: Nightfall (TV Serie, producent)
- 2014: Exodus: Gods and Kings (producent)
- 2015: Killing Jesus (Film, producent)
- 2015: The Martian (producent)
- 2016: Morgan (producent)
- 2016: The Journey (producent)
- 2016: The Lost City of Z (uitvoerend producent)
- 2017: Alien: Covenant (producent)
- 2017: All the Money in the World (producent)
- 2020: His House (uitvoerend producent)
- 2022: The Northman (producent)